# Печники-землекопы
Печники-землекопы, или минеры, или пещерные поползни (лат. Geositta), — род воробьиных птиц из семейства печниковых.
Населяют открытую местность в Южной Америке, особенно в регионах Анд и Патагонии. Это наземные птицы, имеющие  тускло-коричневую окраску и часто имеют довольно длинный и тонкий клюв. Гнездятся в норах, вырытых в земле.
Длина тела 11—18 см, масса 16—54 г.

## Виды
В состав рода включают 11 видов:
- Geositta antarctica Landbeck, 1880 — Короткоклювый печник-землекоп
- Geositta crassirostris P. L. Sclater, 1866 — Толстоклювый печник-землекоп
- Geositta cunicularia (Vieillot, 1816) — Кроличий печник-землекоп
- Geositta isabellina (Philippi et Landbeck, 1864) — Светлопоясничный печник-землекоп
- Geositta maritima (Orbigny et Lafresnaye, 1837) — Серый печник-землекоп
- Geositta peruviana Lafresnaye, 1847 — Береговой печник-землекоп
- Geositta poeciloptera (Wied-Neuwied, 1830) — Бразильский печник-землекоп
- Geositta punensis Dabbene, 1917 — Пунский печник-землекоп
- Geositta rufipennis (Bumeister, 1860) — Краснохвостый печник-землекоп
- Geositta saxicolina Taczanowski, 1875 — Чернокрылый печник-землекоп
- Geositta tenuirostris (Lafrenaye, 1836) — Тонкоклювый печник-землекоп